# Abdullah Al-Sooli
Abdullah Al-Sooli (ur. 20 stycznia 1988 w Ar-Rustak) – omański lekkoatleta, sprinter, którego specjalizacją był bieg na 100 metrów. Jego rekord życiowy na tym dystansie wynosi 10,30 s. Został on ustanowiony na igrzyskach olimpijskich w Pekinie. Al-Sooli uzyskał wtedy piąty czas swojego biegu eliminacyjnego i nie awansował do drugiej rundy konkursu.

## Rekordy życiowe
| Dystans | Wynik (s) | Miejsce | Data                 |
| ------- | --------- | ------- | -------------------- |
| 100 m   | 10,30     | Aleppo  | 18 września 2010     |
| 200 m   | 20,93     | Manama  | 19 października 2011 |